# Лейк-Сент-Крой-Біч (Міннесота)
Лейк-Сент-Крой-Біч (англ. Lake St. Croix Beach) — місто (англ. city) в США, в окрузі Вашингтон штату Міннесота. Населення — 1043 особи (2020).

## Географія
Лейк-Сент-Крой-Біч розташований за координатами 44°55′28″ пн. ш. 92°45′55″ зх. д. / 44.92444° пн. ш. 92.76528° зх. д. (44.924435, -92.765188).  За даними Бюро перепису населення США в 2010 році місто мало площу 2,55 км², з яких 1,42 км² — суходіл та 1,13 км² — водойми.

## Демографія
Згідно з переписом 2010 року, у місті мешкала 1051 особа в 458 домогосподарствах у складі 282 родин. Густота населення становила 412 особи/км².  Було 502 помешкання (197/км²).
Расовий склад населення:
| - 95,2 % — білих - 1,0 % — азіатів - 0,3 % — корінних американців - 0,2 % — чорних або афроамериканців |

До двох чи більше рас належало 2,9 %. Частка іспаномовних становила 2,7 % від усіх жителів.
За віковим діапазоном населення розподілялося таким чином: 20,3 % — особи молодші 18 років, 67,7 % — особи у віці 18—64 років, 12,0 % — особи у віці 65 років та старші. Медіана віку мешканця становила 43,8 року. На 100 осіб жіночої статі у місті припадало 101,7 чоловіків;  на 100 жінок у віці від 18 років та старших — 100,5 чоловіків також старших 18 років.
Середній дохід на одне домашнє господарство  становив 72 811 долар США (медіана — 60 938), а середній дохід на одну сім'ю — 81 250 доларів (медіана — 67 083). Медіана доходів становила 50 707 доларів для чоловіків та 40 368 доларів для жінок. За межею бідності перебувало 3,7 % осіб, у тому числі 0,0 % дітей у віці до 18 років та 0,0 % осіб у віці 65 років та старших.
Цивільне працевлаштоване населення становило 642 особи. Основні галузі зайнятості: освіта, охорона здоров'я та соціальна допомога — 19,6 %, роздрібна торгівля — 16,0 %, виробництво — 14,2 %.